# Carmen Miranda
Carmen Miranda, rodným jménem Maria do Carmo Miranda da Cunha (9. února 1909 – 5. srpna 1955) byla portugalská tanečnice, zpěvačka a herečka.

## Život

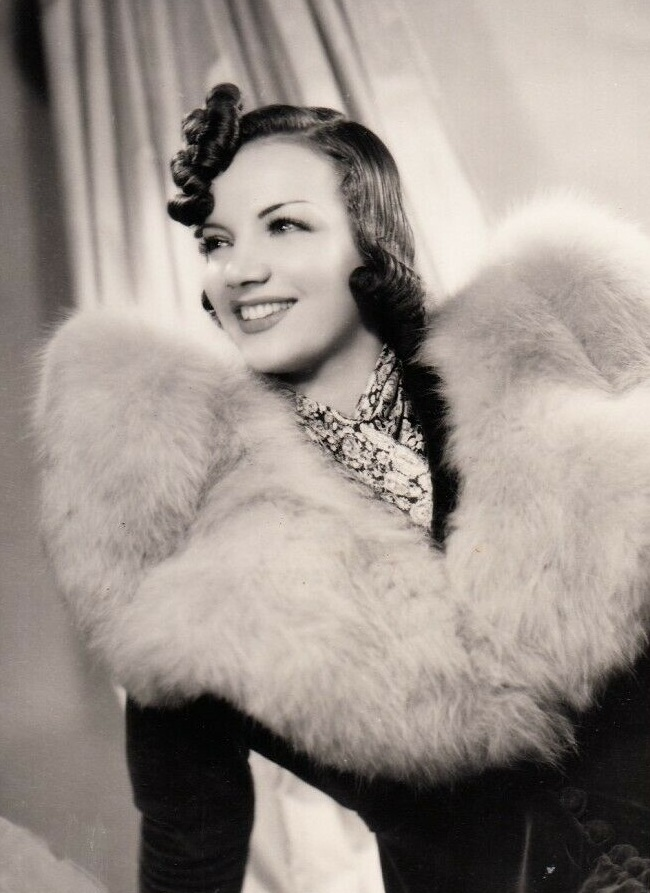
Carmen Miranda v roce 1938

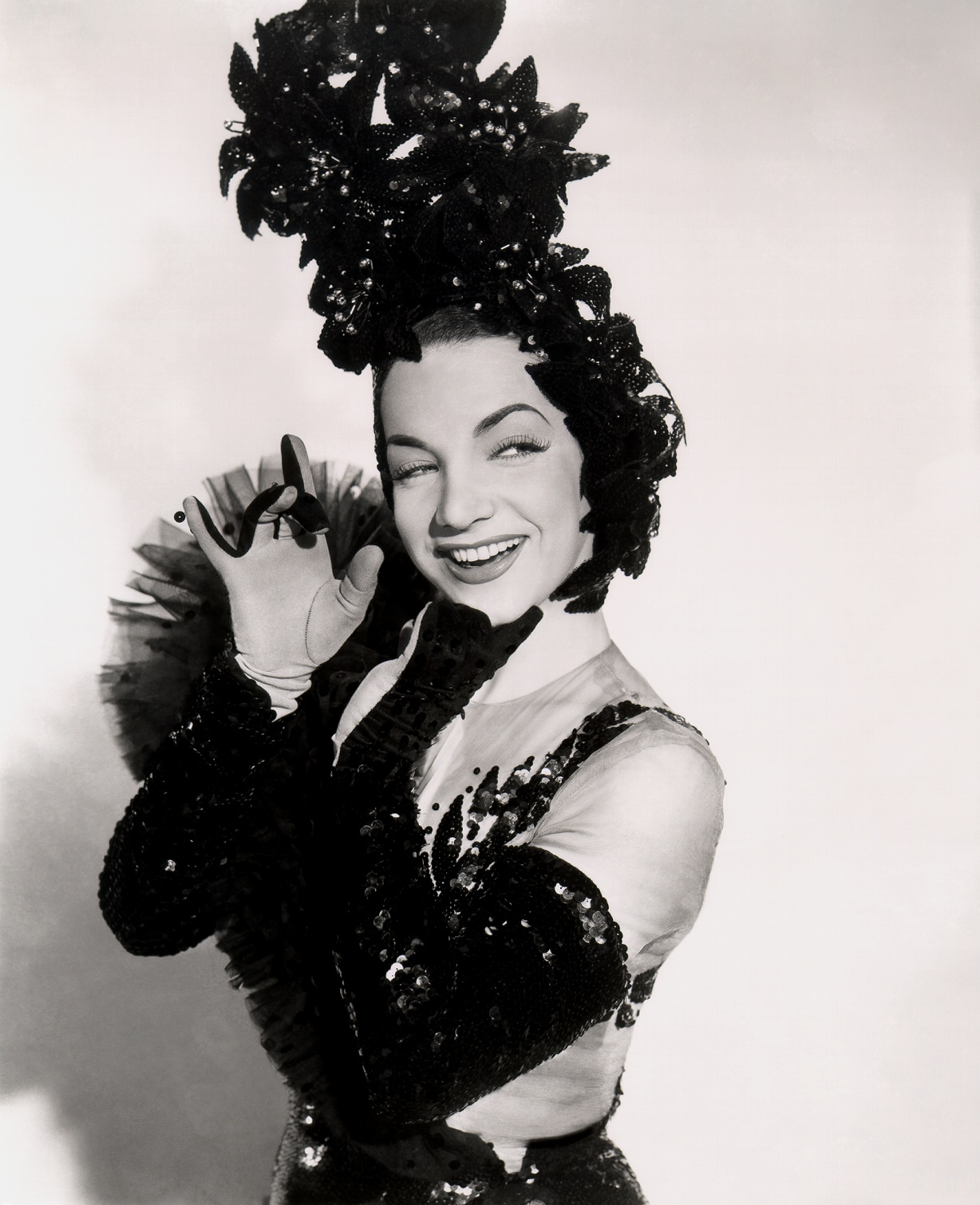
Carmen Miranda ve filmu Greenwich Village (1944).

Narodila se ve vesnici Várzea da Ovelha e Aliviada poblíž portugalského města Marco de Canaveses, jako druhá dcera José Maria Pinto da Cunha a Marie Emílie Mirandové. Devět měsíců po jejím narození její otec emigroval do Brazílie a usadil se v Riu de Janeiru, kde si otevřel holičství. Její matka spolu s ní a její sestrou Olindou (nar. 1907) jej hned poté následovaly a v roce 1910 se také přestěhovaly do Ria de Janeira. V Brazílii se jejím rodičům narodili další tři potomci (syn Amaro (nar. 1912), dcery Cecilia (nar. 1913) a Aurora (nar. 1915) a syn Óscar (nar. 1916)).
Carmen byla pokřtěna svým otcem, podle stejnojmenné Bizetovi opery, kterou velmi miloval. Právě opera ji dětství velmi ovlivnila a vytvořila si lásku ke zpěvu a tanci. Její plány o kariéře v showbyznysu jí však její otec rozhodně neschvaloval a její matku, která je naopak podporovala začal i fyzicky týrat. I přesto se Carmen začala angažovat v rozhlasové show a zpívala na večírcích i na festivalech. Jako zpěvačka však musela náhle skončit poté, co její sestra Olinda onemocněla tuberkulózou a byla poslána do Portugalska. Aby rodičům pomohla zaplatit sestřinu lékařskou péči, začala pracovat v butiku, kde se naučila vyrábět klobouky.
Svou pěveckou kariéru zahájila koncem dvacátých let, kdy spolu se skladatelem a hudebníkem Josué de Barrosem nahrála svůj první single („Não vá Simbora“ ~ Neodcházej Simboro). Hned o rok později vydala svůj druhý singl („Prá Você Gostar de Mim“ ~ Abys mě měl rád) ve spolupráci s Joubertem de Carvalhem a jen v roce 1930 se prodalo rekordních 35 000 kopií. Hned na to podepsala dvouletou smlouvu s RCA Victor a o tři roky později přešla k tehdy nejpopulárnější brazilské stanici Rádio Mayrink Veiga. V roce 1937 však odešla do Rádia Tupi a odtud poté ke společnosti Odeon, což z ní postupně udělalo nejlépe placenou rozhlasovou zpěvačku v brazílii.
Svou hereckou kariéru začala v roce 1935, kdy se objevila v pár brazilských muzikálech a 18. května 1939 se přestěhovala do New Yorku, kde získala malou roli na Broadwayi, za kterou však sklidila dobré recenze a stala se mediální senzací.
Zprávy o nové hvězdě, známé pod přezdívkou „Brazilská bomba“, se brzy donesly i do Hollywoodu a jako první ji nabídlo spolupráci studio 20th Century Fox. Produkčně náročný snímek Down Argentine Way (1940) však vynesl 2 miliony dolarů, ale Carmen se přesto vrátila zpět na Broadway. 1. června 1942 jí však vypršela smlouva a začala nahrávat pro Decca Records. V té době ji také začala podporovat americká vláda a jako součást Rooseveltovy Politiky dobrého sousedství měla posílit vztahy s Latinskou Amerikou. Její popularita v Brazílii však začala na rozdíl od USA pomalu klesat. Po návratu do vlasti 10. července 1940 ji sice přivítal dav jásajících fanoušků, ale o pět dní později ji na charitativním koncertu publikum vypískalo. Jelikož na koncertu zpívala i oslovovala v angličtině, většina už ji přestala vnímat jako Brazilku a i brazilský tisk ji zkritizoval a označil jako „příliš amerikanizovanou“. I onen muzikál Down Argentine Way zde sklidil kritiku a Carmen se tak na dalších 14 let do Brazílie nevrátila.
Po dalším úspěšném snímku That Night in Rio (1941) ji začali obsazovat už výhradně do hlavních rolí, avšak o rok později s ní studio za 60 000 $ ukončilo smlouvu. Po dokončení turné se tak vrhla na natáčení muzikálu Springtime in the Rockies (1942), kde se blýskla po boku Betty Grableové a Johna Payna. V kariéře poté pokračovala dalším muzikálem The Gang's All Here (1943) a stále ji nutili vystupovat v čím dál podivnějších kostýmech. I po několika dalších nepříliš úspěšných filmech byla stále Hollywoodem nejlépe placená bavička a jen v roce 1945 si vydělala více než 200 000 dolarů. Na své dřívější úspěchy se jí však stále nedařilo znovu navázat a poté co jí 1. ledna 1946 vypršela smlouva se studiem Fox, rozhodla se, že se pokusí znovu předsvést své komické a herecké schopnosti v nezávislém filmu Copacabana (1947) v produkci United Artists. Film se však žádným hitem nestal a u kritiků i veřejnosti, žádný výrazný úspěch nesklidila. Jelikož se ve své kariéře čím dál více propadala, přidala se v roce 1948 k pěvecké skupině Andrews Sisters, se kterými nahrála celkem 3 singly.
V roce 1948 jí však přišla nabídka na natáčení dvou muzikálů pro studio Metro-Goldwyn-Mayer, kde měla výrazně změnit svou image. I přesto, že se objevila v elegantních šatech a bez podivného turbanu, prorazit se jí nepodařilo a i její posledním film Scared Stiff (1953), ve kterém se vrátila zpět ke své tradiční podobě, byl pomerně kritizován.
Nadále se věnovala i svým turné, avšak 5. srpna 1955, po jednom z vystoupení a následném večírku utrpěla smrtelný infarkt. Její tělo bylo převezeno do Rio de Janeira a brazilská vlády vyhlásila na její počest období národního smutku.

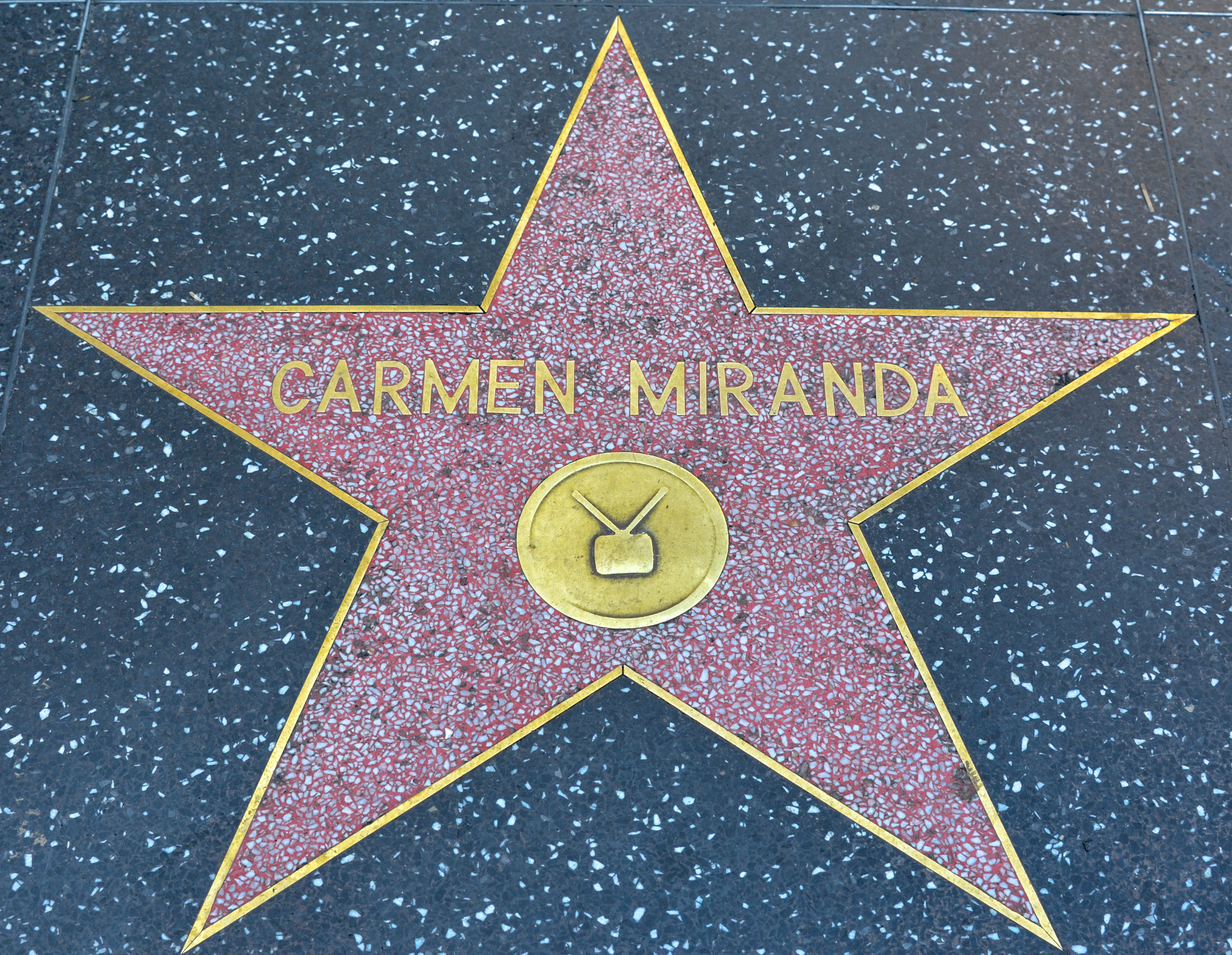
Hvězda Carmen Mirandy na Hollywoodském chodníku slávy.

Od 5. srpna 1976 má v Riu své vlastní muzeum a za svůj přínos zábavnímu průmyslu má i hvězdu na Hollywoodském chodníku slávy.

## Vyznamenání
- velkodůstojník Řádu prince Jindřicha – Portugalsko, 18. července 1995[1]

## Filmografie (kompletní)
- 1935 Alô, Alô, Brasil (režie João de Barro, Wallace Downey, Alberto Ribeiro)
- 1936 Alô Alô Carnaval (režie Adhemar Gonzaga)
- 1939 Banana-da-Terra (Ruy Costa)
- 1940 Down Argentine Way (režie Irving Cummings)
- 1941 Week-End in Havana (režie Walter Lang)
- 1941 That Night in Rio (režie Irving Cummings)
- 1942 Springtime in the Rockies (režie Irving Cummings)
- 1943 The Gang's All Here (režie Busby Berkeley)
- 1944 Something for the Boys (režie Lewis Seiler)
- 1944 Greenwich Village (režie Walter Lang)
- 1944 Four Jills in a Jepp (režie William A. Seiter, Hugo Friedhofer)
- 1945 Doll Face (režie Lewis Seiler)
- 1946 If I'm Lucky (režie Lewis Seiler)
- 1947 Copacabana (režie Alfred E. Green)
- 1948 A Date with Judy (režie Richard Thorpe)
- 1950 Nancy Goes to Rio (režie Robert Z. Leonard)
- 1953 Scared Stiff (režie George Marshall)

## Diskografie

### Alba
- 1940 „The South American Way“, (Decca Records)
- 1941 „A Night In Rio“, (Decca Records)
- 1941 „A Week-End In Havana“, (Decca Records)
- 1955 „A Pequena Notável“, (Odeon)
- 1965 „A Nossa Carmen Miranda“, (Odeon)
- 1965 „Carmen Miranda“, (RCA Camden)
- 1965 „The Brazilian Bombshell“, (Ace Of Hearts)
- 1966 „O Que E Que A Baiana Tem?“, (Odeon)
- 1968 „A Pequena Notável“„ (RCA Camden)
- 1975 „A Pequena Notável; 20 Anos De Saudade“, (RCA Camden)
- 1976 „Alice Faye, Carmen Miranda, Phil Baker (4), Benny Goodman And His Orchestra - The Gang's All Here“, (Classic International Filmusicals)
- 1983 „Betty Grable, Dick Powell (2), Carmen Miranda - Springtime In The Rockies“, (Pelican Records)
- 1983 „Harry James And His Orchestra, Betty Grable, Carmen Miranda, Helen Forrest, Various - Down Argentine Way / Springtime In The Rockies“„ (Hollywood Soundstage)
- 1985 „Disso É Que Eu Gosto“„ (EMI)
- 1992 „Carmen Miranda“, (RCA)
- 1993 „The Best Of Carmen Miranda“„ (Audi-Book)
- 2004 „Bombshell From Brazil“, (Collector's Choice Music)
- 2010 „Sua Melhor Época“, (Novoson)

### Singly (výběr)
- 1929 „Não Vá Sim'bora / Se O Samba É Mod“ (spolu s Trio Barros), (Brunswick)
- 1930 „Mamãe Não Quer... / P'ra Você Gostar De Mim“, (Victor)
- 1931 „Tem Gente Ahi! / Amor! Amor!“, (Victor)
- 1932 „nosso amô veio dum sonho/não vae zangar“, (RCA Victor)
- 1933 „Que Bom Que Estava / Bom Dia Meu Amor“ (spolu s Diabos Do Céo a Orchestra Victor Brasileira), (Victor)
- 1933 „Quando Você Morrer / Pode Ir Embora“ (spolu s Grupo Da Guarda Velha a Diabos Do Céo), (Victor)
- 1934 „Me Respeite... Ouvio? / Alô... Alô?...“ (spolu s Mario Reisem a Diabos Do Céo), (Victor)
- 1935 „Coração / Comigo Não“, (Victor)
- 1936 „Como "Vaes" Voce? / No Taboleiro Da Bahiana“ (spolu s Luizem Barbosou), (Odeon)
- 1937 „Canginquinha Quente / Me Dá, Me Dá“, (Odeon)
- 1938 „Sai Da Toca Brasil! / Endereço Errado“, (Odeon)
- 1938 „Boneca De Pixe / Escrevi Um Bilhetinho“ (spolu s Almirante), (Odeon)
- 1939 „O Que É Que A Bahiana Tem / A Preta Do Acarajé“ (spolu s Dorival Caymmi), (Odeon)
- 1939 „Preto E Branco / Cosinheira Granfina“ (spolu s Almirante), (Odeon)
- 1940 „Bruxinha De Panno / Recenseamento“, (Odeon)
- 1940 „South American Way / Touras Ém Madrid“, (Brunswick)
- 1941 „The Man With The Lollipop Song / Nao Te Dou A Chupeta“, (Brunswick)
- 1941 „I, Yi, Yi, Yi, Yi (I Like You Very Much) / Chica Chica Boom Chic“, (Brunswick)
- 1941 „Cae Cae / Alo Alo“ (spolu s Bando Da Lua), (Brunswick)
- 1941 „Mama Eu Quero / Que E Que A Bahiana Tem?“, (Decca)
- 1941 „Aquella Noche En Rio / Arca De Noe“, (Decca)
- 1941 „A La Habana Me Voy - ( Um Hombre Y Una Cancion ) / Não Te Dou A Chupeta“, (Decca)
- 1942 „Carmen Miranda With Bando Da Lua - Tic Tac Do Meu Coraçao / O Passo Do Kangurú“, (Decca)
- 1942 „Chattanooga Choo Choo / El Tic-Tac De Mi Corazon“, (Odeon)
- 1943 „Rebola A Bola / Ella Diz Que Tem“. (Decca)
- 1945 „Upa Upa / Tico Tico No Fuba (spolu s Bando Da Lua) (Odeon)
- 1945 „Disso É Que Eu Gosto / Disseram Que Voltei Americanisada“, (Parlophone)
- 1947 „The matador/cuanto la gusta“, (Odeon)
- 1947 „Cuanto La Gusta / The Matador“ (spolu s Andrews Sisters), (Decca)
- 1950 „Yipsee - I - O / Ca - Room' Pa Pa“ (spolu s Andrews Sisters), (Decca)
- 1950 „The Wedding Samba / I See, I See (Asi Asi)“ (spolu s Andrews Sisters), (Decca)
- 1950 „Ca - Room' Pa Pa / Yipsee - I - O“ (spolu s MGM Studio Orchestra), (MGM Records)
- 1953 „Carmen Miranda Vol. 1“, (Decca)
- 1955 „Um Pouquinho De Amor... / Minha Embaixada Chegou“, (RCA Victor)
- 1956 „South American Style“, (Festival Records)